# SS Phoenix (schip, 1845)
De SS Phoenix was een houten stoomboot van 43 meter lang, gebouwd in 1845 in Buffalo, New York. In de tijd dat bijna alle stoomschepen nog aangedreven werden met schoepraderen was dit een zeer modern schip, omdat het aangedreven werd met een dubbele scheepsschroef.

## Ondergang
Op 21 november 1847, rond 2 uur 's nachts, brak er brand uit aan boord van het schip, midden op het Michiganmeer, 8 kilometer uit de kust van Sheboygan, Wisconsin. Aan boord waren ongeveer 210 passagiers, de meesten Nederlandse gezinnen op weg naar een nieuwe toekomst in hun nieuwe thuisland. Net als bij de ramp met de Titanic waren er slechts twee reddingsboten aan boord voor alle passagiers en bemanningsleden. 41 passagiers wisten in de reddingsboten te stappen en overleefden de ramp. Twee mannen zijn later bij het uitgebrande wrak van de SS Phoenix opgepikt door de te hulp geschoten raderstoomboot Delaware en een roeiboot van de raderstoomboot Liberty. De rest van de bemanning en passagiers is of verbrand op de boot of onderkoeld geraakt en verdronken in het zeer koude water. Onder de overlevenden was de kapitein van het schip, Benjamin G. Sweet. Hij was vlak na het vertrek gevallen en was met een kniewond onder protest door de andere bemanningsleden in een reddingsboot gezet. Het te hulp geschoten schip de Delaware nam het uitgebrande wrak van de SS Phoenix mee op sleeptouw naar de haven van Sheboygan, in die tijd alleen een lange pier uitgestrekt in het Michiganmeer. Aan het einde van de pier werd de boot vastgemaakt, waarna men alleen nog maar lijken uit de overblijfselen kon halen.

## Nasleep
De overlevenden uit de twee boten werden opgevangen in het stadje. Doordat Sheboygan geen telegraafverbinding had met andere steden duurde het lang voordat het nieuws over de ramp naar buiten kwam. Na bijna drie maanden bereikte het bericht Nederland. Er werd daar een dag van rouw afgekondigd; overal in het land luidde men kerkklokken. Een van de ergst getroffen plaatsen was Winterswijk. Vierenzeventig slachtoffers waren emigranten uit die plaats.
Het bedrijf dat eigenaar was van de SS Phoenix meldde dat het dodental ongeveer 190 personen betrof, maar de klerk van het schip hield het dodental op minstens 250. In de jaren 1980 dacht men, ten onrechte, dat men het wrak van de SS Phoenix had gevonden in de haven van Sheboygan. De restanten van het schip zijn waarschijnlijk al verloren gegaan bij een eerdere opvulling van de haven. Een oude versleten bijbel wordt als enige overblijfsel van de scheepsbrand tentoongesteld in het Sheboygan County Museum. Ook zijn nog enkele graven van slachtoffers bekend. In de zomer van 2022 werd de schoorsteen van de Phoenix door een duiker teruggevonden.

## Nagedachtenis
Op de begraafplaats aan de Singelweg te Winterswijk staat sinds 2017 een gedenkteken ter nagedachtenis aan de omgekomenen. In november 2021 werd er in Winterswijk een tentoonstelling geopend over de scheepsramp.
Het verhaal van de scheepsramp inspireerde Bert Wagendorp voor zijn boek Phoenix - De memoires van Abel Sikkink, dat in het voorjaar van 2022 verscheen. Journaliste Joske Meerdink maakte in hetzelfde jaar voor Omroep Gelderland een podcastserie  over de Ramp met de Phoenix. Op 15 april 2023 werd in de Jacobskerk te Winterswijk, de plek waarvandaan de Winterswijkse emigranten in augustus 1847 waren vertrokken, een muzikale theatervoorstelling opgevoerd over de ramp met de Phoenix door harmonieorkest Excelsior o.l.v Gerben Grooten.